# Policiklusos vegyületek

Koleszterin

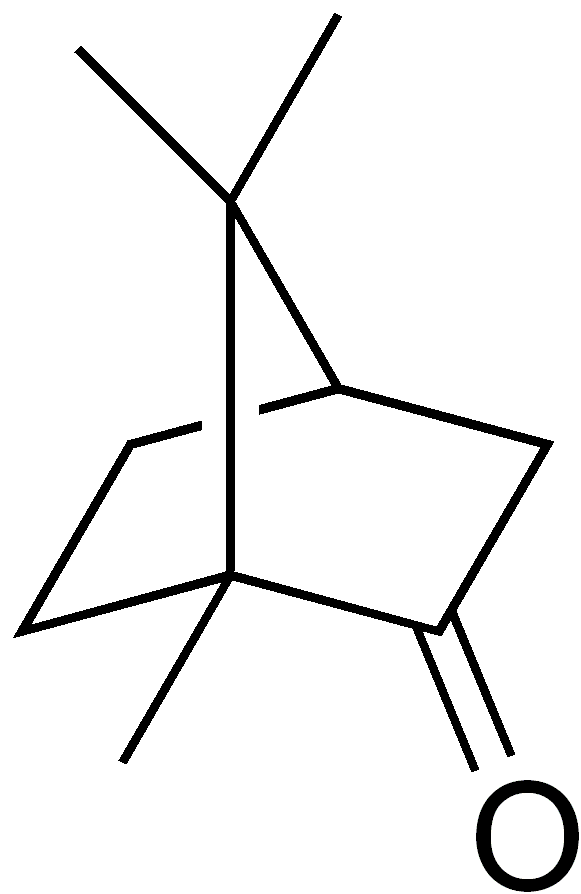
Kámfor

A szerves kémiában a policiklusos vagy többgyűrűs vegyületek olyan vegyületek, amelyek egynél több zárt gyűrűvel rendelkeznek. A gyűrűkben lévő atomok gyakran szénatomok, de más elemek is előfordulhatnak. Általában a kifejezés lefedi az összes policiklusos aromás vegyületet, beleértve a policiklusos aromás szénhidrogéneket, a kén-, nitrogén-, oxigén- vagy egyéb atomot tartalmazó heterociklusos aromás vegyületeket, valamint ezek szubsztituált származékait.

## Fordítás
Ez a szócikk részben vagy egészben a Polycyclic compound című angol Wikipédia-szócikk ezen változatának fordításán alapul.  Az eredeti cikk szerkesztőit annak laptörténete sorolja fel. Ez a jelzés csupán a megfogalmazás eredetét és a szerzői jogokat jelzi, nem szolgál a cikkben szereplő információk forrásmegjelöléseként.